# Чурагулов, Рамиль Мутагарович
Рамиль Мутагарович Чурагулов, литературное имя Рамиль Чурагул, Рэмил Сурагол (род. 16 августа 1962, п. Прибельский, БАССР) — поэт-песенник, автор более 1000 песен-шлягеров. Заслуженный работник культуры Республики Башкортостан (2006), заслуженный деятель искусств Республики Татарстан (2010); член Союзов писателей и журналистов Башкирии (1996), Татарстана, России.

## Биография
Его отец владел семью иностранными языками, происходил из рода дворян-тарханов; мать — выпускница Института народного хозяйства имени Плеханова. Рос в ауле у бабушки, знавшей много народных сказок, преданий, дастанов.
Окончил 8-летнюю школу в д. Старошареево и Уфимский автотранспортный техникум; работал инженером, старшим инженером в производственных объединениях «Башавторемонт», «Башавтотранс», в тресте жилищного хозяйства администрации Ленинского района (Уфа).
В 1991 году заочно окончил филологический факультет Башкирского университета (ныне Уфимский университет науки и технологий). Работал в журналах «Тулпар» (литературный сотрудник), «Аманат» (заместитель редактора), в газетах «Омет», «Азатлык нуры» (главный редактор), «Атна»; заведовал литературной частью эстрадного театра «Саяр», был заместителем гендиректора ИД «Неделя». С 2004 года — генеральный директор издательского дома «Чурагул» (Уфа).
За вклад в искусство награжден премиями «Хрустальный соловей» «Золотой барс». Одна из улиц деревни названа его именем
Член партии «Патриоты России»; баллотировался в депутаты Государственного Собрания — Курултая Республики Башкортостан 5-го созыва (2013).

### Семья
Женат, имеет сына и дочь.

## Творчество
Начал писать стихи в 8—9 лет. Первые стихи печатались в детских газетах и журналах Башкирской АССР («Башкортостан пионеры», «Йэш ленинсы», «Пионер», «Ялкын», «Трудовая слава»).
Первый поэтический сборник вышел в 1993 году. Автор 20 стихотворных сборников и свыше 1000 песен (композиторы — Н. А. Даутов, Р. Г. Тимербаев, Р. Г. Хакимов и др.).
Стихам Р.Чурагула присущи философичность, душевность, ностальгическое звучание; в них воспеваются Отчизна, дружба народов. Стихи и песни отличаются своеобразной народной поэтикой, особой мелодичностью, простотой и душевностью.
Книжная выставка «С песней по жизни», посвящённая 55-летию со дня рождения Р.Чурагула, была представлена в Башкирской республиканской специальной библиотеке.

### Избранные публикации
- Сурагол Р. Мондар kайтhын ауылга (= Родные напевы): шигырзар. — Өфө: Китап, 2009. — 230+1 б. — 2500 экз. — ISBN 978-5-295-04881-4
- Чурагул Р. Нам жить и дружить песней звонкой звеня! : [Стихи] (татар.) / [Вступ. ст. А.Атнабаева; Худож. Л.Гаянова]. — Уфа : Планета, 1993. — 96 с.
- Сурагол Р. Ускэс генерал булам! (= Стану генералом!): [Шигырзар] / [Рэс. М.Зыяи]. — Офо: Китап, 2004. — 9+7 б. — 2500 экз. — ISBN 5-295-03477-1

## Награды
- Почетный гражданин Кармаскалинского района Башкортостана (2017)
- Лауреат телевизионных конкурсов «Татар жыры — 93», «Татар жыры — 2001» (Казань), первый лауреат телевизионного конкурса «Хрустальный соловей» (2002)[4].
- Диплом в номинации «Лучший поэт года» (2002)[4].
- Премия «Золотой барс»[4].
- Диплом «За вклад в искусство эстрады Башкортостана»[4].